# Баевка (Николаевский район)
Баевка — село в Николаевском районе Ульяновской области в составе Николаевского городского поселения. 

## География
Находится на расстоянии примерно 3 километров на юго-восток от районного центра поселка Николаевка.

## История
Село основано в XVII веке переселенцами из села Байва Нижегородской губернии. 
На 1862 год село Баевка, при родниках Большом и Гуляе, находилось по проселочному тракту из г. Хвалынска в г. Кузнецк, во 2-м стане Хвалынского уезда Саратовской губернии, в котором в 194 дворах жило: 864 мужчины и 910 женщин, имелась православная церковь.
В 1907 году в селе была построена новая деревянная церковь.
Новый кирпичный храм построен в 2011 году – четверик, завершённый декоративным пятиглавием, с северной папертью и двухъярусной колокольней
В 1912 году было 518 дворов, 3530 жителей, деревянная Михайло-Архангельская церковь и две школы. 
В 1990-е годы работал СПК им. Ульянова и известковый завод.
Новый кирпичный храм был построен в 2011 году.

## Население
Население составляло 1836 человек (мордва 90 %) в 2002 году, 1439 по переписи 2010 года.
- Здесь родился Видьманов Виктор Михайлович — президент корпорации «Росагропромстрой», председатель правления «Агропромстройбанка» (АСБ-банк). Депутат Госдумы, член фракции КПРФ. Член ЦК КПРФ с 1993 г., член Президиума ЦК КПРФ с 1997 по 2004 гг.